# Gary Knoke
Gary Knoke, född 4 februari 1942, död 9 juli 1984, var en australisk friidrottare. Han deltog vid olympiska sommarspelen 1964, olympiska sommarspelen 1968 och olympiska sommarspelen 1972.